# Druga zona (NDH)
Druga zona u NDH bio je dio talijanske interesne zone u NDH. Prostirala se iza Prve zone, područja koja je Italija sebi izravno pripojila. 
Jednim od Rimskih ugovora, Ugovorom o određivanju granica, određeno je koje je djelove Hrvatske Italija sebi izravno pripojila. To su djelovi Dalmacije i Gorskoga kotara (status Splita i Korčule Italija je izbjegavala regulirati, kao da se radi o sastavnim dijelovima Kraljevine Italije).
Nakon tih ugovora talijanske postrojbe u NDH nisu službeno nosile atribut okupacijskih, nego su postale posadnim snagama. Preostali dio do demarkacijske crte bio je podijeljen u dvije zone. Druga zona bio je obalni pojas NDH sa zaleđem i nazivao se još razvojačenim područjem. NDH je u tom području ponovno preuzela vlast svibnja 1941. godine. Iza Druge zone, ka demarkacijskoj crti u NDH s njemačkim interesnim područjem, prostirala se Treća zona.
Razlog osnivanja Druge zone je radi osiguranja kopnenog prometa za potrebe okupacijskih snaga i povezanosti ozemljem od Istre do Crne Gore. Demilitariziranom je zonom nazvana zato što ondje NDH nije smjela podići ni utvrde ni vojne baze niti držati ratnu mornaticu. Krajem kolovoza 1941. ozemlje između ove zone i demarkacijske crte nazvan je Trećom zonom. Na području Dalmacije obuhvatila je kotar Knin bez općina Kistanja, Drniša i Sinja te područja od Splita do Dubrovnika, s otocima Bračem i Hvarom te poluotokom Pelješcem. Bukovica je granična crta razdijelila. Južno od Zrmanje pripalo je Italiji, a istočno od Zrmanje NDH.